# Roman Ingarden
Roman Witold Ingarden, född 5 februari 1893 i Kraków, död 14 juni 1970 i Kraków, var en polsk filosof med inriktning på ontologi, fenomenologi och estetik. 
Ingarden studerade under Edmund Husserl vid Göttingens universitet och Freiburgs universitet. Han argumenterade mot dennes transcendentala idealism till förmån för sin egen fenomenologiska realism. 1925 började han arbeta vid Lvivs universitet, där han utnämndes till professor 1933. Efter andra världskriget undervisade Ingarden vid Jagellonska universitetet i Kraków.
Mest känd är Ingarden troligen för sin insats inom estetiken, vars fenomenologiska gren han grundade. Han analyserade ontologiska frågor inom estetiken som estetiska värdens status och konstverkets ontologi.